# Bowls

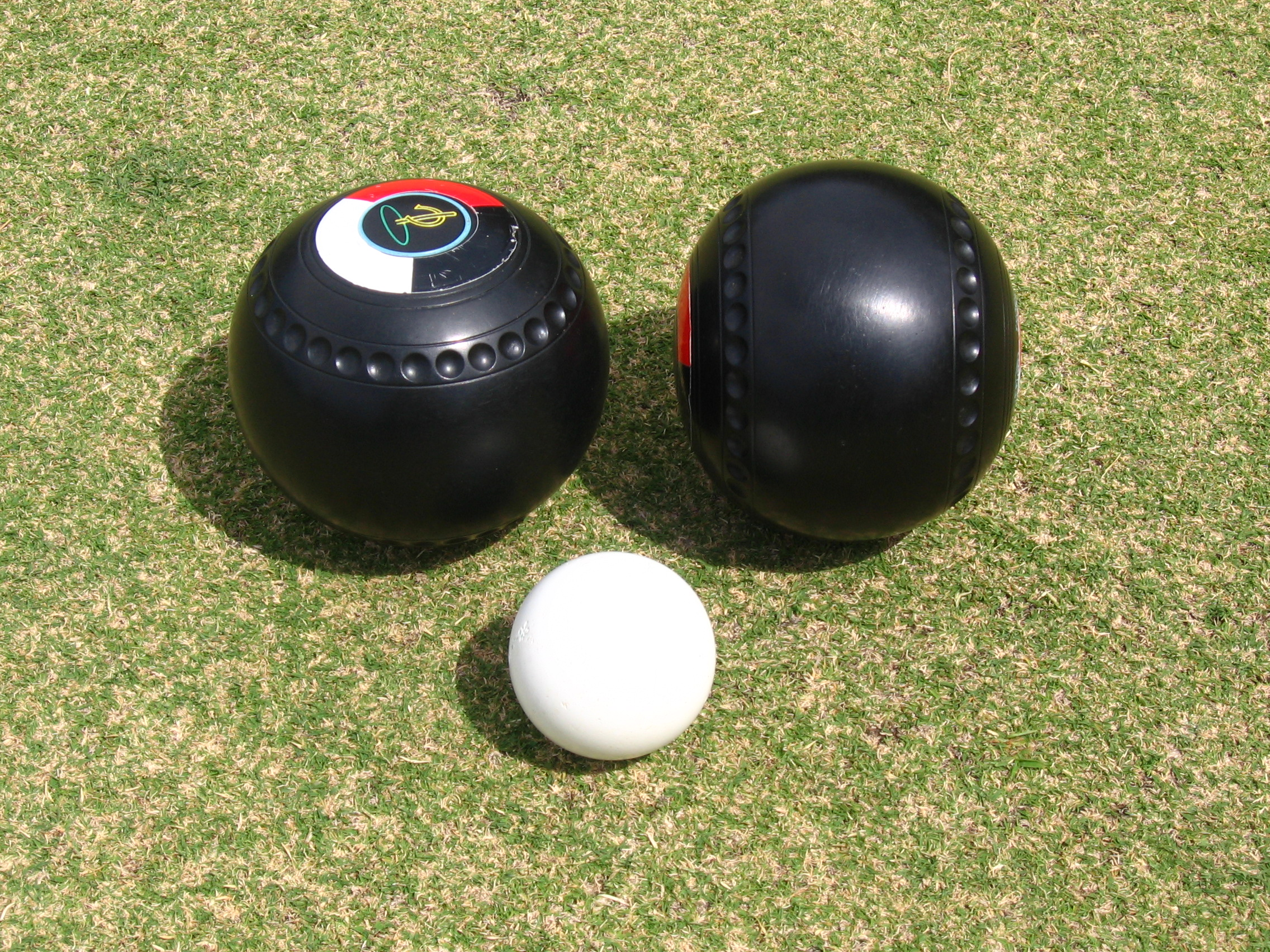
Två asymmetriska klot med målklotet, "jack", framför dem.

Bowls eller lawn bowls är en precisionssport som påminner om boccia och boule och som liksom dessa har sina rötter i urgamla sten- och kägelspel. Bowls spelas på gräsmatta eller på konstgjort underlag med liknande egenskaper, såsom konstgräs. Spelet spelas med asymmetriska klot med en diameter på knappt femton centimeter, vilka på grund av sin ojämna viktfördelning inte rullar rakt. Hur mycket klotet viker av kan varieras genom val av klot. Ursprungligen var kloten tillverkade i trä, men numera vanligen i syntetiska material. Kloten skall rullas på banan och placeras så nära ett litet målklot, kallat "jack", som möjligt. Bowls var en tävlingsgren på de paralympiska sommarspelen mellan 1984 och 1996.

## Historia

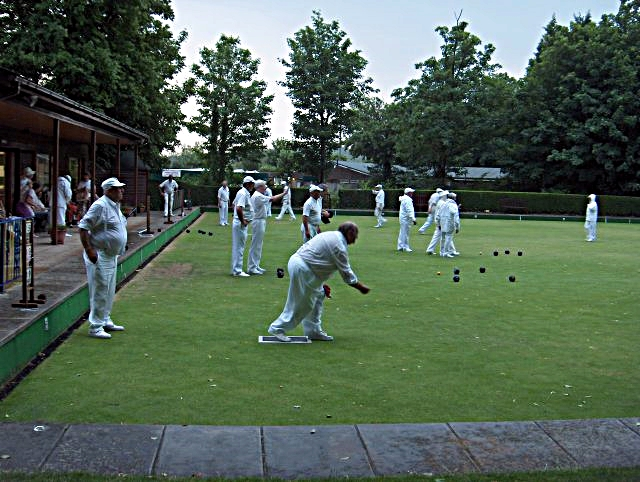

Förekomsten av spelet är dokumenterad sedan 1200-talet. Den bana som dokumenterat har varit i bruk längst ligger i Southampton och användes till bowls-spel redan år 1299. Den mest kände bowls-spelaren i historien torde vara sir Francis Drake som enligt legenden var mitt i ett spel när han den 18 juli 1588 fick bud om att den spanska armadan var på väg mot England. Hans reaktion skall ha varit att "Vi har fortfarande tid att avsluta spelet och att slå spanjorerna också". Sanningshalten i anekdoten är förstås ifrågasatt.
Spelets moderna regler utformades 1848-1849 av advokaten i Glasgow William W Mitchell.

## Shortmat bowls
Shortmat bowls är en form av bowls som spelas på nålfiltmattor som är 1,83 meter breda och mellan 12,20 och 13,75 meter långa. Shortmat bowls började spelas i mer organiserad form i Nordirland på 1960-talet. Reglerna är i stort sett desamma som för lawn bowls.

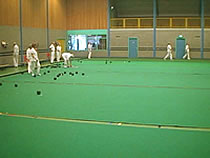
Bowls spelas också inomhus.

## Tävlingsspel och utbredning
Bowls spelas främst i de områden som legat under brittiskt styre, förutom på de brittiska öarna framför allt i Australien, Nya Zeeland, Sydafrika och USA. Det internationella förbundet med huvudkontor i Skottland har 52 medlemsförbund spridda i 46 länder.
Vid VM i short mat 2010, som gick i Dumfries, Skottland tog Dick Almén från Sverige silver i singelspel. VM 2012 i short mat spelades i Ballymoney, Nordirland. Sverige slutade som fjärde nation.

## World Short Mat Bowls Championships
| Year | Venue                  | Singles Champion         | Fours Champions *                                                  | Pairs Champions *                   | Triples Champions *                             |
| ---- | ---------------------- | ------------------------ | ------------------------------------------------------------------ | ----------------------------------- | ----------------------------------------------- |
| 2018 | Sverige                | Jonathan Payne (Belgium) | G. Davies, A. Jones, D. Reed, C, Willies (England)                 | Joel Häger, Jonas Häger (Sweden)    | D. Langdon, R. Knight, A.Smith (England)        |
| 2016 | England                | Raymond Stubbs (Ireland) | D. Wilson, E. Campbell, J. Wilson, A Leckey (Ireland)              | P. Hore C. Willies (England         | D. Macallion, M. Sproule, A. Corrigan (Ireland) |
| 2014 | Wales                  | Kevin Conroy (Ireland)   | C. McWinnie, J. Edwards, A. Jones, N. Evans (Wales)                | P. Beattie J. Beattie (Ireland)     | W. Lennox, C. Hill, A. Paul (Ireland)           |
| 2012 | Ballymoney, Ireland    | Stephen Williams (WAL)   | Kevin Conroy, Fra Dillon, Michael Hand, Billy Taffe (IRL)          | Dave Newsome, Ben Render (ENG)      | Paddy Hanlon, Gerry McCabe, John Murnahan (IRL) |
| 2010 | Dumfries, Scotland     | Stephen Williams (WAL)   | Ronnie Stubbs, Gordon Stubbs, Keith Morrison, Raymond Stubbs (IRL) | DJ Wilson, J Wilson (IRL)           | Glen Smith, Damian McElroy, Colum McHugh (IRL)  |
| 2008 | Herentals, Belgium     | Colum McHugh (IRL)       | Leigh Hall, Trevor Brown, Craig Burgess, Stephen McAllister (ENG)  | Babs Morokutti, Jody Frampton (ENG) | Simon Pridham, James Smith, Lee Toleman (ENG)   |
| 2006 | Hopton-on-Sea, England | Chris Grocott (ENG)      | Paul Hudson, D Hudson, Ben Haddon, Richard Hinkin (WAL)            | James Trott, Mark White (ENG)       | James Smith, Simon Pridham, Lee Toleman (ENG)   |

## Bowls i Sverige
Sommaren 2005 beslutade några entusiaster att introducera bowls i Sverige. Initiativet togs i Grebbestad av Charlottenlunds Parkförening. En sektion för bowls bildades 29 augusti 2005. I första hand spelas shortmat bowls, den kortare varianten av bowls.
Svenska Bowlsförbundet bildades vid konstituerande stämma i Grebbestad 12 januari 2006. Bowls är därmed formellt introducerat i Sverige, och spelet fick under det första året en viss spridning. I Borgholm finns idag Sveriges enda permanenta anläggning. Sverige är medlem i Europeiska bowlsunionen och även fullvärdiga medlemmar i Internationella short mat-förbundet. Sverige deltog med ett fullt landslag i världsmästerskapen i short mat 2008 och slog då bland annat "bowlsnationen" Skottland i 5 av 8 matcher. De första svenska mästerskapen spelades i Grebbestad den 18 maj 2008. 

### SM i Short Mat Bowls
Singel-SM
| År   | Vinnare          | Klubb                 |
| ---- | ---------------- | --------------------- |
| 2025 | Errol Morina     | Borgholm Bowls        |
| 2024 | Benny Sjögren    | Ödeborgs IF           |
| 2023 | Jörgen Sundberg  | Ödeborgs IF           |
| 2022 | Joel Häger       | Ödeborgs IF           |
| 2021 | Jonas Häger      | Ödeborgs IF           |
| 2020 | -                | -                     |
| 2019 | Lars Hansen      | Grebbestad BC         |
| 2018 | Tommy Dahlgren   | Grebbestad BC         |
| 2017 | Jörgen Karlsson  | Grebbestad BC         |
| 2016 | Victor Andersson | Ödeborgs IF           |
| 2015 | Dick Almén       | Överby IF             |
| 2014 | Lars Hansen      | Överby IF             |
| 2013 | Victor Andersson | Ödeborgs IF           |
| 2012 | Christer Nordin  | Ödeborgs IF           |
| 2011 | Joel Häger       | Ödeborgs IF           |
| 2010 | Christer Nordin  | Ödeborgs IF           |
| 2009 | Tommy Dahlgren   | Grebbestad Bowls Club |
| 2008 | Dick Almén       | Överby IF             |

Par-SM
| År   | Vinnare                           | Klubb                      |
| ---- | --------------------------------- | -------------------------- |
| 2025 | Fredrik Waljehorn, Joel Häger     | Ödeborgs IF                |
| 2024 | Jesper Johansson, Jörgen Sundberg | Ödeborgs IF                |
| 2023 | Fredric Larsson, Jörgen Karlsson  | Grebbestad BC              |
| 2022 | Tommy Dahlgren, Jörgen Sundberg   | Grebbestad BC, Ödeborgs IF |
| 2021 | Jonas Häger, Lars Rune Lauritzen  | Ödeborgs IF                |
| 2020 | -                                 | -                          |
| 2019 | Fredric Larsson, Jörgen Karlsson  | Grebbestad BC              |
| 2018 | Ingvar Nelson, Christer Nilsson   | Borgholm Bowls             |
| 2017 | Fredric Larsson, Jörgen Karlsson  | Grebbestad BC              |
| 2016 | Dick Almén, Sven-Erik Almén       | Överby IF                  |
| 2015 | Magnus Nordin, Jonas Häger        | Ödeborgs IF                |
| 2014 | Dick Almén, Robin Hansson         | Överby IF                  |
| 2013 | Magnus Nordin, Christer Nordin    | Ödeborgs IF                |
| 2012 | Sven-Erik Almén, Lars Hansen      | Överby IF                  |
| 2011 | Dick Almén, Conny Källsvik        | Överby IF                  |
| 2010 | Mats Andersson, Birgit Dahlgren   | Ödeborgs IF                |
| 2009 | Bente Dahlgren, Anders Dahlgren   | Grebbestad BC              |
| 2008 | Dick Almén, Conny Källsvik        | Överby IF                  |

Tremanna-SM
| År   | Vinnare                                             | Klubb          |
| ---- | --------------------------------------------------- | -------------- |
| 2025 | Anders Jerkeryd, Fredric Larsson, Jörgen Karlsson   | Grebbestad BC  |
| 2024 | Anders Jerkeryd, Tommy Sandin, Jörgen Karlsson      | Grebbestad BC  |
| 2023 | Jonas Häger, Alexander Olofsson, Jesper Johansson   | Ödeborg IF     |
| 2022 | Anders Jerkeryd, Fredric Larsson, Jörgen Karlsson   | Grebbestad BC  |
| 2021 | Jonas Häger, Mikael Larsson, Leo Algpeus            | Ödeborgs IF    |
| 2020 | -                                                   | -              |
| 2019 | Uno Ekstrand, Tony Aldén, Benny Sjögren             | Ödeborgs IF    |
| 2018 | Jerry Nilsson, David Samson, Rune Karlsson          | Borgholm Bowls |
| 2017 | Magnus Nordin, Christer Nordin, Mats Andersson      | Ödeborgs IF    |
| 2016 | Ingemar Dahlgren, Bjarne Andersson, Christer Nordin | Ödeborgs IF    |
| 2015 | Tommy Dahlgren, Bente Dahlgren, Rosa Albrektsson    | Grebbestad BC  |
| 2014 | Tommy Dahlgren, Bente Dahlgren, Rosa Albrektsson    | Grebbestad BC  |
| 2013 | Dick Almén, Marcus Almén, Christer Almén            | Överby IF      |
| 2012 | Anders Jerkeryd, Martin Bjöntegaard, Gun Andtbacka  | Karlstad Bowls |
| 2011 | Dick Almén, Marcus Almén, Christer Almén            | Överby IF      |
| 2010 | Joel Häger, Magnus Nordin, Christer Nordin          | Ödeborgs IF    |
| 2009 | Dick Almén, Marcus Almén, Christer Almén            | Överby IF      |
| 2008 | Anders Jerkeryd, Daniel Ljung, Mats Knutsson        | Karlstad Bowls |

Fyrmanna-SM
| År   | Vinnare                                                                | Klubb         |
| ---- | ---------------------------------------------------------------------- | ------------- |
| 2025 | Jonas Häger, Lars Rune Lauritzen, Daniel Wennberg, Benny Sjögren       | Ödeborgs IF   |
| 2024 | Vincent Constant, Mikael Larsson, Conny Svensson, Joel Häger           | Ödeborgs IF   |
| 2023 | Vincent Constant, Mikael Larsson, Conny Svensson, Joel Häger           | Ödeborgs IF   |
| 2022 | Jim Broberg, Elin Sörman, Marcus Medaglia, Bosse Johansson             | Öland Bowls   |
| 2021 | Jonas Häger, Jörgen Sundberg, Mikael Larsson, Lars Rune Lauritzen      | Ödeborgs IF   |
| 2020 | -                                                                      | -             |
| 2019 | Emrik Axelsson, Imam Rezai, Yura Nekrash, Tommi Karlsson               | Mixed         |
| 2018 | Bente Dahlgren, Jörgen Karlsson, Tommy Dahlgren, Fredric Larsson       | Grebbestad BC |
| 2017 | -                                                                      | -             |
| 2016 | -                                                                      | -             |
| 2015 | Magnus Nordin, Christer Nordin, Daniel Häger, Uno Ekstrand             | Ödeborgs IF   |
| 2014 | Magnus Nordin, Christer Nordin, Håkan Fredriksson, Uno Ekstrand        | Ödeborgs IF   |
| 2013 | Dick Almén, Marcus Almén, Svenne Almén, Christer Almén                 | Överby IF     |
| 2012 | Jonas Häger, David Häger, Göran Nordin, Joel Häger                     | Ödeborgs IF   |
| 2011 | Mats Andersson, Peter Leonardsson, Birgit Dahlgren, Victor Andersson   | Ödeborgs IF   |
| 2010 | Mats Andersson, Peter Leonardsson, Birgit Dahlgren, Sven Antonsson     | Ödeborgs IF   |
| 2009 | Christoffer Abrahamsson, Kim Hjoberg, Magnus Nordin, Håkan Fredriksson | Ödeborgs IF   |
| 2008 | Anders Dahlgren, Bente Dahlgren, Jörgen Karlsson, Tommy Dahlgren       | Grebbestad BC |

## Besläktade spel
- Boccia - italienskt spel på samma tema.
- Boule - sydeuropeiskt spel på samma tema.
- Curling - olympisk vintersport utvecklad från bowls.